# Stelling van Desargues

De configuratie van Desargues

De stelling van Desargues is een stelling in de meetkunde, genoemd naar de Franse wiskundige en ingenieur Girard Desargues (1591-1661). Hij publiceerde de stelling in 1636.
Van twee driehoeken liggen de drie snijpunten van corresponderende zijden op één lijn, dan en slechts dan als de drie verbindingslijnen van de corresponderende hoekpunten door één punt gaan.
Zie de figuur. Deze figuur heet configuratie van Desargues. De stelling is zelfduaal.
In het diagram hiernaast snijden de corresponderende zijden ({AB,ab}, {AC,ac} en {BC,bc}) van beide driehoeken elkaar twee aan twee op de perspectiviteitsas en snijden de drie verbindingslijnen (Aa, Bb en Cc) van corresponderende hoekpunten elkaar in het perspectiviteitscentrum.
Ieder punt kan als nieuw perspectiviteitscentrum worden gekozen, om zo een nieuwe situatie op te leveren waarin de stelling evenzeer van kracht is.

## Perspectief
Twee driehoeken ABC en abc heten (punt)perspectief vanuit een punt P, in de figuur het perspectiviteitscentrum, als de lijnen Aa, Bb, Cc door het punt P gaan. Twee driehoeken ABC en abc heten lijnperspectief als de snijpunten van de lijnenparen (AB, ab), (AC, ac) en (BC, bc) op één lijn liggen, in de figuur op de perspectiviteitsas liggen.
Twee driehoeken die puntperspectief zijn, zijn ook lijnperspectief.
Wanneer driehoek D1 in D2 is ingeschreven en D2 in D3 is ingeschreven, dan geldt dat als twee paar van deze driehoeken perspectief zijn, het derde paar dat ook is.